# بافيل روتميستروف
مشير قائد القوات المدرعة باڤيل ألكسندروڤيتش روتميستروڤ (بالروسية: Павел Алексеевич Ротмистров) وُلد في سكوفوروفو (مقاطعة سيليجاروفسكي حاليا)، تفير أوبلاست، بالإمبراطورية الروسية بتاريخ 6 يوليو 1901 وتوُفي بمدينة موسكو في 6 إبريل 1982، كان قائدًا لفرع القوات المدرعة بالجيش الأحمر ونال وسام بطل الاتحاد السوفيتي في 7 مايو 1956.

## روابط خارجية
- بافيل روتميستروف على موقع مونزينجر (الألمانية)